# Melanophryniscus rubriventris
Melanophryniscus rubriventris és una espècie d'amfibi que viu a l'Argentina i Bolívia.